# David Caroll (lanceur d'alerte)
Pour les articles homonymes, voir David Caroll.
David Caroll est professeur agrégé de droit à l'université de New York et il donne des cours sur le design de l'information, en tant que professeur associé à la « Parsons School of Design » de New-York).
C'est l'un des lanceurs d'alerte qui ont conduit à la révélation du scandale Facebook-Cambridge Analytica/AggregateIQ (il est à ce titre l'un des personnages clés du documentaire The Great Hack : l'affaire Cambridge Analytica), nommé à la British Academy of Film and Television Arts (BAFTA) 2020 ; commandé et diffusé par Netflix.
Il estime que cette affaire a montré (aux yeux de nombreux américains notamment) qu'il est devenu urgent de mieux contrôler et réglementer les GAFA et de manière plus générale l'utilisation des données personnelles ou du Big data par le secteur privé, l'industrie et les partis politiques, alors que jusqu'à ces révélations, les États-Unis ne disposaient pas même d'un équivalent du RGPD ni de la CNIL et que réglementer y était globalement considéré comme freiner l'innovation et brimer la liberté. Selon David Caroll, le problème de la protection des données est en plusieurs points comparables à celui de la protection du climat ; les GAFA cherchent à faire croire aux individus qu'ils sont responsables, mais leur exploitation des données personnelles est une menace globale pour la démocratie et la société entière ; comme pour le climat le problème est systémique, il nécessite donc, selon Caroll, une réglementation globale.

## À propos du scandale SCL/Cambridge Analytica/AggregateIQ
Ce scandale a éclaté grâce à plusieurs lanceurs d'alerte internes au groupe SCL (Christopher Wylie notamment). Cependant David Caroll avait peu avant alerté sur le fait que l'entreprise semblait disposer de quantités anormalement importantes de données sur les internautes (données sensibles incluses, semblant provenir notamment de Facebook), et être utilisées pour psychologiquement manipuler des électeurs.
En 2017, le 10 janvier, il demande à Cambridge Analytica de lui fournir le « dossier » complet des données qu'elle détenait sur lui. Puis faute de réponse satisfaisante (d'évidence, ce dossier était incomplet), Caroll saisit le régulateur britannique de la protection des données (ICO), lequel a contacté SCL Elections en lui demandant de répondre au plaignant. Mais, selon The Guardian, au prétexte que Caroll n'était pas citoyen britannique, SCL (qui a travaillé à conseiller l'armée anglaise sur les moyens de guerre psychologique à utiliser en Afghanistan) aurait répondu que le professeur avait autant de droits de regard sur ces données qu'un « Taliban se cachant dans une cave en Afghanistan »[réf. nécessaire].
En mars 2018, le The New York Times et le journal The Guardian ainsi que Channel 4 News (la chaîne aux États-Unis) confirmaient ses craintes de vol de données sur les comptes Facebook de millions d'internautes, grâce aux révélations d'un autre lanceur d'alerte, Christopher Wylie, eux-mêmes confirmés par Brittany Kaiser, autre cadre de Cambridge Analytica. Wylie, ancien ancien directeur de recherche de Cambridge Analytica, a apporté les premières preuves de l'ampleur de la masse de données personnelles acquises par Facebook récupérées par Cambridge Analytica et agrégées et utilisées par  AggregateIQ au service de partis politiques et de personnalités politiques pour influencer les intentions de vote,, non seulement pour faire élire Donald Trump, mais aussi pour faire pencher le vote des anglais en faveur du Brexit.  Christopher Wylie affirme que « sans Cambridge Analytica, il n'y aurait pas eu de Brexit ».
Au même moment, disposant de ces preuves nouvelles, le 16 mars 2018, D Caroll dépose plainte contre Cambridge Analytica, espérant « obtenir de la justice britannique l'intégralité de ces informations afin de mieux comprendre les conclusions auxquelles cette société a abouti à mon sujet et comment elle a pu s'en servir »). Il estime que pour les élections présidentielles à venir, aux États-Unis notamment, des « abus de données en masse » restent à craindre, « tant que nous n'aurons pas mis en place des garde-fous, il n'y aura qu'une incitation à développer la surveillance des électeurs et la technologie d'analyse ». À titre d'exemple, il cite la société Hawkfish lancée par Mike Bloomberg essentiellement comme officine politique privée de préparation et vente de données électorales permettant de procéder à un microciblage d'un grand nombre d'internautes, via Facebook.
Le 9 janvier 2019, SCL Elections (filiale du groupe SCL et société mère de Cambridge Analytica et de sa consœur canadienne AggregateIQ) a fini par être condamné à 15 000 livres d'amende, soit environ 16 600 euros, pour ne pas avoir répondu à la demande de Caroll, en tant que citoyen américain, de lui donner un accès complet à ses données personnelles.
Après les faillites quasiment conjointement déclarées par la plupart des entreprises du groupe SCL, faillites considérées par certains comme une procédure de faillites frauduleuses en série visant à empêcher la justice de rendre les membres de ces entreprises responsables devant elle, Caroll estime que la nouvelle société Emerdata a été créée pour « subrepticement protéger les entreprises disparues du groupe SCL de poursuites judiciaires » (…) et qu'il est « peu probable que Cambridge Analytica ait elle-même été suffisamment sanctionnée pour ses pratiques illégales pour dissuader suffisamment d'autres acteurs peu scrupuleux à abuser des données de masse durant les élections (...) le droit à l'insolvabilité et à la faillite a offert une porte de sortie efficace pour les propriétaires de la société face à leurs obligations en matière de violation de la protection des données ». Dans l'ex-groupe SCL, seule l'entreprise-sœur de Cambridge Analytica : AggregateIQ (autrefois présentée par le site internet de Cambridge Analytica comme sa filiale au Canada) semble être restée opérationnelle.

## À propos de Facebook
David Caroll note que :
- Depuis 2018, il est possible via Facebook desktop de télécharger les données détenues sur nous par ce GAFA[8]. La Régie Facebook Ads dite bibliothèque publicitaire, depuis 2016, liste et archive publiquement les « publicités » à enjeu social, politique ou électoral (222 318 publicités différentes au 2021-03-08, correspondant à 19 980 430 € versés par les « annonceurs »), qui a financé la publicité, une fourchette des dépenses impliquées et la couverture de la publicité pour plusieurs profils démographiques, mais uniquement dans l'Union européenne[9]. Ceci permet un examen et une vérification transparentes selon Caroll, de ce type de publicité dans Facebook, mais cette création était « en grande partie destinée à devancer la réglementation », elle « a ses limites et ses problèmes, comme la transparence sur la façon dont les audiences personnalisées (listes d'électeurs) sont utilisées pour « microcibler » les utilisateurs de Facebook par nom (les individus peuvent voir s'ils ont été ciblés de cette façon, pas la société civile) ». Après le scandale, Facebook a aussi annoncé des mesures de lutte lutter contre l'ingérence électorale[10], et a suspendu plusieurs applications suspectées de pirater des données de comptes personnels (200 suppressions à la mi-mai 2018)[11] ;
- Facebook a persisté à travailler avec Cambridge Analytica en 2016, pendant la campagne électorale américaine présidentielle, alors qu'il fait déjà découvert que cette société avait détourné des données personnelles de ses utilisateurs[1] ;
- Facebook a embauché fin 2015 Joseph Chancellor, l'un des deux cofondateurs de Global Science Research (GSR), la société qui a vendu à Cambridge Analytica les fameuses données sur des dizaines de millions d'utilisateurs de Facebook [7] ;
- quand le scandale a été révélé (principalement par C. Wylie), Facebook a simplement fermé les comptes de SCL et Cambridge Analytica, sans les poursuivre en justice[1] ;
- Cambridge Analytica, selon Caroll a probablement « elle-même ait été suffisamment sanctionnée pour ses pratiques illégales pour dissuader suffisamment d'autres acteurs peu scrupuleux à abuser des données de masse durant les élections (…) le droit à l'insolvabilité et à la faillite a offert une porte de sortie efficace pour les propriétaires de la société face à leurs obligations en matière de violation de la protection des données ».

## Autre affaire similaire?
Caroll cite une mystérieuse société israélienne de manipulation des médias sociaux dénommée Psy-group, dont on ne saura sans doute jamais rien car liquidée par le tribunal de Tel-Aviv, alors qu'elle faisait l'objet d'une enquête de l'avocat spécial Robert Mueller III (ancien militaire, ancien chef de la division criminelle du ministère de la Justice sous la présidence de George H. W. Bush et ex-directeur du FBI). Ce dernier a aussi été chargé, en tant que procureur spécial, de conduire de 2001 à 2013, l'enquête sur l'affaire du Russiagate ; à ce titre il avait été publiquement attaqué dans les médias par Cleta Mitchell (avocate et lobbyste du parti des républicains ainsi que de groupes conservateurs du Tea Party) qui accusait l'IRS de cibler à tort les républicains et les groupes d'extrême droite, allant jusqu'à demander l'abolition de l'IRS,), demandant pourquoi son équipe n'examinait pas plutôt Hillary Clinton (contre laquelle le groupe SCL diffusait de la désinformation ou de la propagande anti-démocrate)).

## Autres lanceurs d'alerte pour le même scandale
- Christopher Wylie (ancien directeur de recherche à Cambridge Analytica), pris de remords après avoir constaté que son travail avait servi l'extrême droite américaine et conduit à l'élection de Donald Trump[14],[15],[16] ;
- Shahmir Sanni, au Royaume-Uni dans le cadre de la campagne référendaire qui a conduit au Brexit[17] ;
- Mark Gettleson (expert en communication et groupes de discussion, ancien conseiller libéral démocrate, connu comme anti-européen, et ami de longue date de Christopher Wylie qui l'a recruté pour Cambridge Analytica en 2014 ; tous deux seront finalement lanceurs d'alerte[18].
- Brittany Kaiser, ancienne directrice responsable du développement des affaires chez Cambridge Analytica, qui comme David est présente dans le film The Great Hack.

### Vidéographie, filmographie
- Site officiel du documentaire The Great Hack
- Interview de David Caroll, jeudi 13 février 2020, mise en ligne le 5 mai 2020
- Interview de David Caroll (Professor Who Sued Cambridge Analytica Exclusive Interview), mis en ligne le 29 mars 2018, par Republic World (Inde), à propos de l'utilisation possible de données personnelles par Cambridge Analytica et SCL-India pour influencer les résultats d'élection en Inde.